# أداما توريه
أداما توريه (بالفرنسية: Adama Touré)‏ (28 أغسطس 1991 بباماكو في مالي - ) هو لاعب كرة قدم مالي في مركز الوسط. شارك مع منتخب مالي تحت 20 سنة لكرة القدم. أما مع النوادي، فقد لعب مع أكادمية باريس سان جيرمان وريال سبورتينغ خيخون وسبورتينغ خيخون ب ونادي ساباديل ونادي لوريان.

## وصلات خارجية
- أداما توريه على موقع قاعدة بيانات كرة القدم.إي يو (الإنجليزية)
- أداما توريه على موقع Soccerway.com (الإنجليزية)
- أداما توريه على موقع AS.com (الإسبانية)